# Epactoides costatus
Epactoides costatus är en skalbaggsart som beskrevs av Renaud Maurice Adrien Paulian 1992. Epactoides costatus ingår i släktet Epactoides och familjen bladhorningar. Inga underarter finns listade i Catalogue of Life.